# Корк (округ)
Округ Корк (енгл. County Cork, ир. Contae Chorcaí) је један од 32 историјска округа на острву Ирској, смештен у његовом југозападном делу, у покрајини Манстер.
Данас је округ Корк један од 26 званичних округа Републике Ирске, као основних управних јединица у држави. Седиште округа је истоимени град Корк, који је управно издвојен из округа, али и даље врши улога окружног седишта.

## Положај и границе округа
Округ Корк се налази у југозападном делу ирског острва и Републике Ирске и граничи се са:
- север: округ Лимерик,
- североисток: округ Типерари,
- исток: округ Вотерфорд,
- југ: Атлантски океан,
- запад: округ Кери.

## Природни услови
Корк је по пространству највећи од свих ирских округа - заузима 1. место међу 32 округа.
Рељеф: Највећу део округа Корк је заталасано подручје надморске висине 100-250 м. Планинска подручја постоје на крајњем западу (планине Слив Мискиш и Белиора) и крајњем североистоку округа (планина Шеји са највишим врхом округа, Нокбој - 706 м .н.в.). На југу, дуж атлантске обале, постоји низ мањих равница, које су често мочварне.
Клима Клима у округу Корк је умерено континентална са изразитим утицајем Атлантика и Голфске струје. Стога град одликује блага и веома променљива клима.
Воде: Округ Корк је богат водама. Округ има дугу обалу ка Атлантику на југу и југозападу, а она је посебно сликовита дуж Коршког залива. Од окружних река познате су: Ли, Бендон и Блеквотер. У округу постоји и низ језера, али су сва она мала и без већег значаја за државу.

## Становништво
По подацима са Пописа 2011. године на подручју округа Корк живело је преко 500 хиљада становника, већином етничких Ираца. Ово је за 60% мање него на Попису 1841. године, пре Ирске глади и великог исељавања Ираца у Америку. Међутим, последње три деценије број становника округа расте по стопи од приближно 1% годишње.
Густина насељености - Округ Корк има густину насељености од близу 70 ст./км², што је за нешто више од државног просека (око 60 ст./км²). Јужни део округа је боље насељен него северни.
Језик: Сасвим мали део окружног становништва насељава тзв. Подручја ирског језика (југозападни део округа), где је једино ирски језик у званичној употреби. У остатку округа се равноправно користе енглески и ирски језик.